# Nebracetam
Nebracetam je nutropski iz racetamske familije, i antidepresiv (agonist M1 acetilholinskog receptora).